# Encephalartos macrostrobilus
Encephalartos macrostrobilus Jones & Wynants, 1997 è una pianta appartenente alla famiglia delle Zamiaceae, endemica dell'Uganda.

## Descrizione
È una cicade a portamento arborescente, con fusto eretto o decombente, alto sino a 2,5 m e con diametro di 30–45 cm.

Le foglie, pennate, disposte a corona all'apice del fusto, sono lunghe 1,4-2,2 m, sorrette da un picciolo lungo 12–15 cm, e composte da numerose paia di foglioline lanceolate, coriacee, lunghe sino a 25 cm, inserite sul rachide ad angolo retto

È una specie dioica, con esemplari maschili che presentano da 6 a 14 coni strettamente ovoidali, eretti, lunghi 18–20 cm e larghi 5 cm, di colore verde oliva, ed esemplari femminili con 1-3 grossi coni cilindrico-ovoidali, lunghi sino a 80 cm e larghi 30 cm, inizialmente di colore verde scuro, verde oliva a maturità.

I semi sono grossolanamente ovoidali, lunghi 3,2-3,6 cm, ricoperti da un tegumento da giallo a rosso.

## Distribuzione e habitat
L'areale di questa specie è ristretto ad una zona dell'Uganda nord-occidentale, vicina alla città di Moyo, tra i 900 e i 1.400 m di altitudine.

## Conservazione
Con una popolazione stimata di appena 200-300 esemplari, ed un areale di circa 50 km², E. macrostrobilus è classificato dalla IUCN Red List  come specie in pericolo di estinzione (Endangered).

La specie è inserita nella Appendice I della Convention on International Trade of Endangered Species (CITES).